# Osasco Voleibol Clube 2023-2024
Questa voce raccoglie le informazioni riguardanti l'Osasco Voleibol Clube nella stagione 2023-2024.

## Stagione
L'Osasco Voleibol Clube utilizza la denominazione sponsorizzata Osasco São Cristóvão Saúde nella stagione 2023-24.
Partecipa alla Superliga Série A ottenendo il secondo posto in regular season: ai play-off scudetto supera ai quarti di finale il Pinheiros in due gare, prima di essere eliminato in semifinale dal Minas in altrettanti incontri, terminando l'annata con un quarto posto finale. In Coppa del Brasile, invece, viene eliminato ai quarti di finale dal Fluminense, finendo il torneo al quinto posto.
In ambito locale si aggiudica per la nona volta il Campionato Paulista.

## Organigramma societario
Area direttiva
- Presidente: Cláudio Sérgio da Silva

Area tecnica
- Allenatore: Luizomar de Moura
- Secondo allenatore: Jefferson Arosti
- Assistente allenatore: Henrique Modenesi
- Preparatore atletico: João de Paula

Area sanitaria
- Fisioterapista: Thiago Menezes Lessa Moreira

## Rosa
| N° | Nome                 | Ruolo | Data di nascita  | Nazionalità sportiva |
| -- | -------------------- | ----- | ---------------- | -------------------- |
| 1  | Fabiana Claudino     | C     | 24 gennaio 1985  | Brasile              |
| 4  | Maira Cipriano       | S     | 7 marzo 1995     | Brasile              |
| 5  | Ana Luiza Berto      | P     | 13 giugno 2006   | Brasile              |
| 6  | Vivian Rodrigues     | C     | 19 ottobre 1991  | Brasile              |
| 7  | Silvana Papini       | S     | 10 gennaio 1988  | Brasile              |
| 8  | Gabrielle das Graças | S     | 7 gennaio 1999   | Brasile              |
| 9  | Tifanny de Abreu     | O     | 29 ottobre 1984  | Brasile              |
| 10 | Brionne Butler       | C     | 29 gennaio 1999  | Stati Uniti          |
| 11 | Lorenne Teixeira     | O     | 8 gennaio 1996   | Brasile              |
| 12 | Mayara Barcelos      | S     | 26 aprile 2001   | Brasile              |
| 13 | Kenya Malachias      | P     | 29 novembre 2000 | Brasile              |
| 15 | Geovana Freitas      | C     | 20 maggio 2000   | Brasile              |
| 16 | Glayce Vasconcelos   | S     | 28 gennaio 1998  | Brasile              |
| 18 | Camila Brait         | L     | 28 ottobre 1988  | Brasile              |
| 19 | Amanda da Silva      | S     | 22 giugno 1993   | Brasile              |
| 20 | Callie Schwarzenbach | C     | 25 agosto 1999   | Stati Uniti          |
| 22 | Giovana Gasparini    | P     | 5 luglio 1994    | Brasile              |

## Mercato
| Acquisti | Acquisti             | Acquisti              | Acquisti   |
| R.       | Nome                 | da                    | Modalità   |
| -------- | -------------------- | --------------------- | ---------- |
| S        | Mayara Barcelos      | Fluminense            | definitivo |
| P        | Ana Luiza Berto      | Bradesco              | definitivo |
| L        | Camila Brait         | -                     | definitivo |
| C        | Brionne Butler       | Chieri '76            | definitivo |
| S        | Maira Cipriano       | Chemik Police         | definitivo |
| S        | Amanda da Silva      | Pinheiros             | definitivo |
| C        | Geovana Freitas      | Blumenau              | definitivo |
| C        | Vivian Rodrigues     | AGEE                  | definitivo |
| C        | Callie Schwarzenbach | Atenienses de Manatí  | definitivo |
| O        | Lorenne Teixeira     | Lokomotiv Kaliningrad | definitivo |

| Cessioni | Cessioni          | Cessioni               | Cessioni   |
| R.       | Nome              | a                      | Modalità   |
| -------- | ----------------- | ---------------------- | ---------- |
| L        | Keyla Alves       | -                      | ritirata   |
| S        | Drussyla Costa    | Alba-Blaj              | definitivo |
| C        | Adenízia da Silva | Praia Clube            | definitivo |
| L        | Natália de Araújo | Praia Clube            | definitivo |
| P        | Maynara Devesa    | Tijuca                 | definitivo |
| C        | Saraelen Lima     | Tandara Caixeta        | definitivo |
| C        | Giulia Magiari    | São Caetano            | definitivo |
| O        | Malwina Smarzek   | Casalmaggiore          | definitivo |
| S        | Micaya White      | Muratpaşa Sigorta Shop | definitivo |

## Risultati

### Superliga Série A

#### Girone di andata
| 1ª giornata - 9 novembre 2023 Ginásio Sesi Taguatinga, Brasilia           | Brasília    | 0 - 3 | Osasco         | 25-17, 25-16, 25-12        |
| 2ª giornata - 15 novembre 2023 Ginásio Professor José Liberatti, Osasco   | Osasco      | 1 - 3 | Amavolei       | 21-25, 20-25, 25-21, 19-25 |
| 3ª giornata - 22 novembre 2023 Ginásio Poliesportivo José Corrêa, Barueri | Barueri     | 0 - 3 | Osasco         | 16-25, 20-25, 17-25        |
| 4ª giornata - 26 novembre 2023 Ginásio Professor José Liberatti, Osasco   | Osasco      | 3 - 0 | Pinheiros      | 25-20, 25-19, 25-17        |
| 5ª giornata - 14 dicembre 2023 Ginásio Poliesportivo Paulo Skaf, Bauru    | Bauru       | 3 - 1 | Osasco         | 19-25, 25-19, 25-21, 25-19 |
| 6ª giornata - 9 dicembre 2023 Ginásio Professor José Liberatti, Osasco    | Osasco      | 3 - 1 | Fluminense     | 29-27, 22-25, 25-21, 25-23 |
| 7ª giornata - 23 dicembre 2023 Ginásio Professor José Liberatti, Osasco   | Osasco      | 1 - 3 | Rio de Janeiro | 25-16, 18-25, 14-25, 18-25 |
| 8ª giornata - 19 dicembre 2023 Ginásio Milton Feijão, São Caetano do Sul  | São Caetano | 0 - 3 | Osasco         | 15-25, 14-25, 17-25        |
| 9ª giornata - 7 gennaio 2024 Ginásio Professor José Liberatti, Osasco     | Osasco      | 3 - 1 | Minas          | 25-16, 25-23, 12-25, 25-17 |
| 10ª giornata - 11 gennaio 2024 Ginásio Oranides do Nascimento, Uberlândia | Praia Clube | 1 - 3 | Osasco         | 26-28, 20-25, 25-18, 20-25 |
| 11ª giornata - 14 gennaio 2024 Ginásio Professor José Liberatti, Osasco   | Osasco      | 3 - 1 | Blumenau       | 25-18, 25-17, 18-25, 25-18 |

#### Girone di ritorno
| 12ª giornata - 19 gennaio 2024 Ginásio Professor José Liberatti, Osasco  | Osasco         | 3 - 0 | Brasília    | 25-22, 25-16, 25-22               |
| 13ª giornata - 26 gennaio 2024 Ginásio Francisco Bueno Neto, Maringá     | Amavolei       | 1 - 3 | Osasco      | 22-25, 25-23, 21-25, 19-25        |
| 14ª giornata - 3 febbraio 2024 Ginásio Professor José Liberatti, Osasco  | Osasco         | 3 - 0 | Barueri     | 25-16, 25-22, 25-17               |
| 15ª giornata - 7 febbraio 2024 Ginásio Henrique Villaboim, San Paolo     | Pinheiros      | 2 - 3 | Osasco      | 25-19, 19-25, 25-18, 19-25, 3-15  |
| 16ª giornata - 11 febbraio 2024 Ginásio Professor José Liberatti, Osasco | Osasco         | 3 - 0 | Bauru       | 25-17, 25-20, 25-16               |
| 17ª giornata - 22 febbraio 2024 Ginásio da Hebraica, Rio de Janeiro      | Fluminense     | 1 - 3 | Osasco      | 15-25, 23-25, 25-14, 17-25        |
| 18ª giornata - 28 febbraio 2024 Ginásio do Maracanãzinho, Rio de Janeiro | Rio de Janeiro | 2 - 3 | Osasco      | 25-27, 25-17, 25-22, 21-25, 7-15  |
| 19ª giornata - 8 marzo 2024 Ginásio Professor José Liberatti, Osasco     | Osasco         | 3 - 0 | São Caetano | 25-17, 25-17, 25-23               |
| 20ª giornata - 13 marzo 2024 Arena Juscelino Kubitschek, Belo Horizonte  | Minas          | 2 - 3 | Osasco      | 25-23, 25-22, 21-25, 21-25, 12-15 |
| 21ª giornata - 17 marzo 2024 Ginásio Professor José Liberatti, Osasco    | Osasco         | 1 - 3 | Praia Clube | 15-25, 25-21, 35-37, 20-25        |
| 22ª giornata - 23 marzo 2024 Ginásio Sebastião Cruz, Blumenau            | Blumenau       | 0 - 3 | Osasco      | 21-25, 13-25, 23-25               |

#### Play-off scudetto
| Quarti di finale (gara 1) - 28 marzo 2024 Ginásio Professor José Liberatti, Osasco | Osasco    | 3 - 0 | Pinheiros | 25-16, 26-24, 25-21               |
| Quarti di finale (gara 2) - 31 marzo 2024 Ginásio Henrique Villaboim, San Paolo    | Pinheiros | 2 - 3 | Osasco    | 25-22, 20-25, 15-25, 25-15, 13-15 |
| Semifinali (gara 1) - 9 aprile 2024 Ginásio Professor José Liberatti, Osasco       | Osasco    | 1 - 3 | Minas     | 20-25, 18-25, 25-22, 20-25        |
| Semifinali (gara 2) - 13 aprile 2024 Arena Juscelino Kubitschek, Belo Horizonte    | Minas     | 3 - 1 | Osasco    | 25-23, 25-18, 15-25, 37-35        |

### Coppa del Brasile
| Quarti di finale - 22 gennaio 2024 Ginásio Professor José Liberatti, Osasco | Osasco | 2 - 3 | Fluminense | 16-25, 25-17, 22-25, 27-25, 12-15 |

## Statistiche

### Statistiche di squadra
| Competizione      | Punti | In casa | In casa | In casa | In trasferta | In trasferta | In trasferta | Totale | Totale | Totale |
| Competizione      | Punti | G       | V       | P       | G            | V            | P            | G      | V      | P      |
| ----------------- | ----- | ------- | ------- | ------- | ------------ | ------------ | ------------ | ------ | ------ | ------ |
| Superliga Série A | 51    | 13      | 9       | 4       | 13           | 11           | 2            | 26     | 20     | 6      |
| Coppa del Brasile | -     | 1       | 0       | 1       | 0            | 0            | 0            | 1      | 0      | 1      |
| Totale            | -     | 14      | 9       | 5       | 13           | 11           | 2            | 27     | 20     | 7      |

### Statistiche dei giocatori
| Giocatore        | Superliga Série A | Superliga Série A | Superliga Série A | Superliga Série A | Superliga Série A |
| Giocatore        | P                 | PT                | AV                | MV                | BV                |
| ---------------- | ----------------- | ----------------- | ----------------- | ----------------- | ----------------- |
| M. Barcelos      | 21                | 26                | 20                | 3                 | 3                 |
| A.L. Berto       | 3                 | 0                 | 0                 | 0                 | 0                 |
| C. Brait         | 26                | 0                 | 0                 | 0                 | 0                 |
| B. Butler        | 25                | 235               | 153               | 67                | 15                |
| M. Cipriano      | 26                | 228               | 191               | 31                | 6                 |
| F. Claudino      | 2                 | 14                | 11                | 3                 | 0                 |
| A. da Silva      | 24                | 43                | 40                | 2                 | 1                 |
| G. das Graças    | 2                 | 0                 | 0                 | 0                 | 0                 |
| T. de Abreu      | 26                | 463               | 395               | 43                | 25                |
| G. Freitas       | 12                | 26                | 15                | 8                 | 3                 |
| G. Gasparini     | 26                | 37                | 16                | 7                 | 14                |
| K. Malachias     | 25                | 16                | 3                 | 11                | 2                 |
| S. Papini        | 20                | 0                 | 0                 | 0                 | 0                 |
| V. Rodrigues     | 3                 | 7                 | 4                 | 2                 | 1                 |
| C. Schwarzenbach | 25                | 195               | 138               | 49                | 9                 |
| L. Teixeira      | 25                | 396               | 356               | 17                | 23                |
| G. Vasconcelos   | 0                 | 0                 | 0                 | 0                 | 0                 |

P = presenze; PT = punti totali; AV = attacchi vincenti; MV = muri vincenti; BV = battute vincenti

NB: Non sono disponibili i dati relativi alla Coppa del Brasile e, di conseguenza, quelli totali.